# Обыкновенная зеленушка
Обыкнове́нная зелену́шка (лат. Chloris chloris) — вид птиц семейства вьюрковых. Выделяют 10 подвидов.

## Внешний вид
Обыкновенная зеленушка достигает длины 14,5—16 см и массы тела от 17 до 34 г; длина крыла 8,1—9,5 см. Телосложение плотное, хвост короткий, с отчётливой выемкой. Клюв сильный конический. Общая окраска оперения оливково-бурая, с более светлым низом, на спине тёмные штрихи, поясница с жёлтым оттенком. У самок окраска более тусклая. На крыле видна ярко-жёлтая полоска.

## Распространение
Обитает в Европе, Северо-Западной Африке, Малой и Средней Азии, на севере Ирана.

## Образ жизни
Населяют разреженные леса, опушки, рощи с перелесками, сады и парки. В северных частях ареала птица перелётна, на юге оседла. Весной возвращаются с юга довольно рано, в первой половине марта на юге, в начале апреля на севере ареала, и вскоре распадаются на пары. В это время можно наблюдать токовые полёты самцов. Питаются как растительными, так и животными кормами. Летом кормятся в основном насекомыми — жуками, муравьями и т. п., во вторую половину лета и осенью — ягодами, почками и семенами травянистых растений.
Форма полёта немного напоминает полёт летучей мыши. Прыгает с помощью обеих ног, летит быстро и совершает дуги в воздухе, перед приземлением некоторое время парит. Для пикирующего полёта резко взлетает, крутит на довольно большой высоте несколько кругов и с прилегающими крыльями устремляется вниз. В природе доживают до 13 лет.

## Пение
Петь начинают ранней весной на кочёвках, наиболее активно поют в апреле — мае, затем временами — всё лето. Песня состоит из неторопливого чередования разнообразных звонких трелей и щебетаний, из которых наиболее выделяется жужжащее «джжжюююии» или «вжжжжеееу». Кроме того, в песне есть характерная раскатистая, состоящая как бы из круглых бусинок, трель.
Токующий самец садится на вершину дерева, громко поёт и временами с песней взлетает в воздух, где, распустив крылья и хвост, некоторое время парит планирующим полётом, а затем вновь опускается на прежнее место или по соседству.

## Размножение
После образования пары самка приступает к постройке гнезда, которое обычно помещается невысоко на дереве в развилке ветвей на высоте от 1,5 до 4 м, бывает до 6—8 м и более. В основе гнезда всегда есть помост из большего или меньшего числа тонких веточек. Само гнездо — в виде не очень аккуратной толстостенной чаши, но довольно прочное — сделано из мха, корешков, травы, растительного пуха, в лотке — тонкие растительные волокна и травинки, шерсть (предпочтительно крупная), конский волос, иногда перья.
Кладка состоит из 4—6 сливочно-белых яиц с крапинками. Размеры яиц: 17—24 × 12—16 мм. Насиживает одна самка в течение 12—14 дней. Самец носит самке корм. Вылупляются из яиц птенцы голые, слепые, но скоро начинают быстро расти и в возрасте 13—14 дней вылетают из гнезда. Птенцы выкармливаются как насекомыми, так и семенами, предварительно размягченными в зобе. Выкармливают их оба родителя. Через неделю после оставления гнезда хорошо летающие молодые переходят к самостоятельному образу жизни, а старые птицы приступают ко второй кладке. Выводки объединяются в стайки и начинают кочевать. Постепенно кочёвки эти расширяются, и в сентябре начинается осенний отлёт.

## Содержание
В неволе зеленушек содержать совсем не сложно, но у любителей они нечастые гости, поскольку многими из них не ценится пение этих птиц из-за жужжащего колена, которое считается браком.

## Галерея

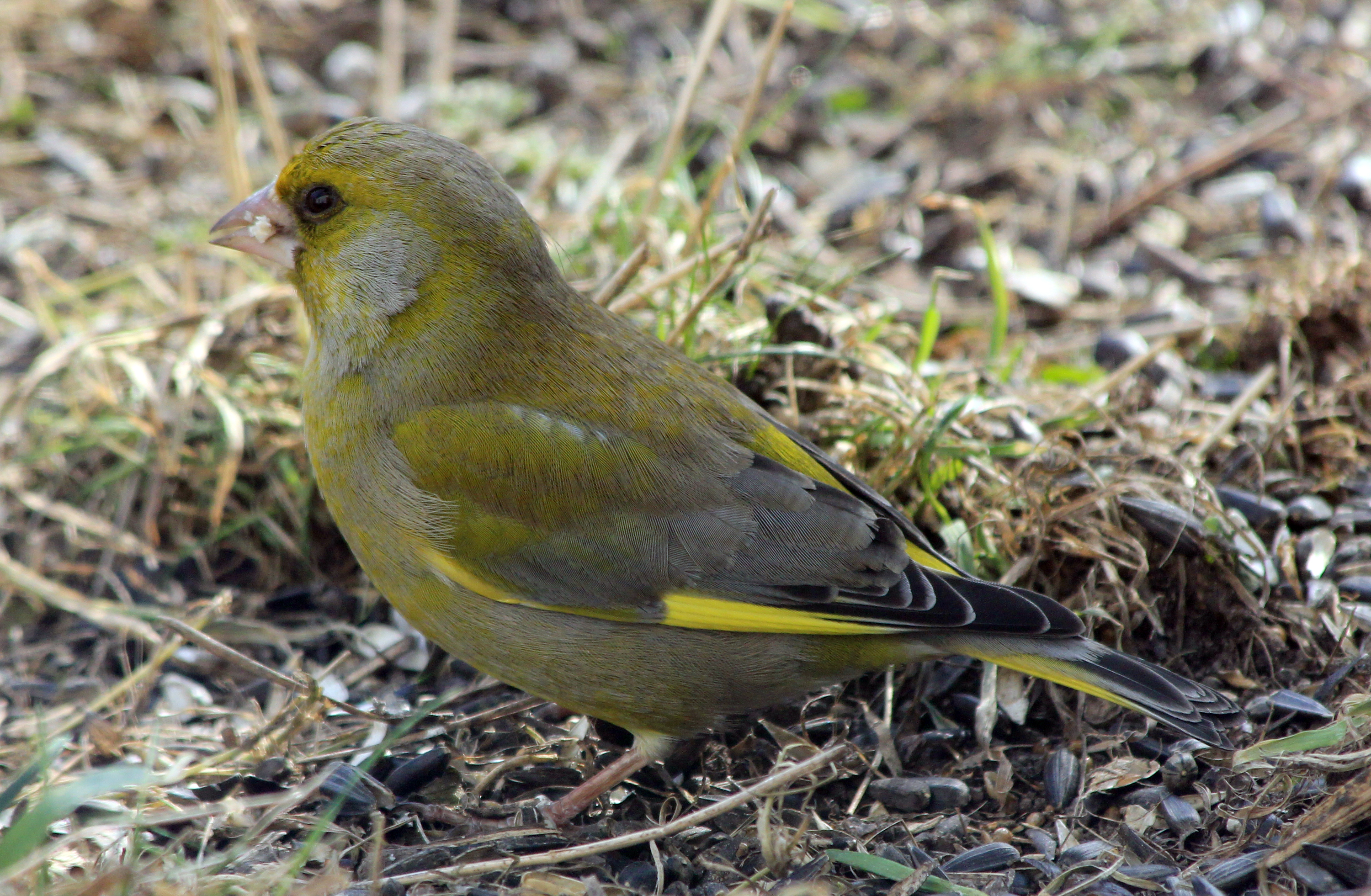
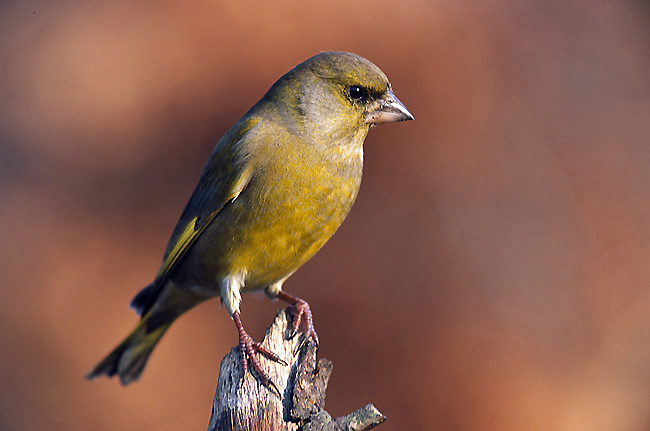
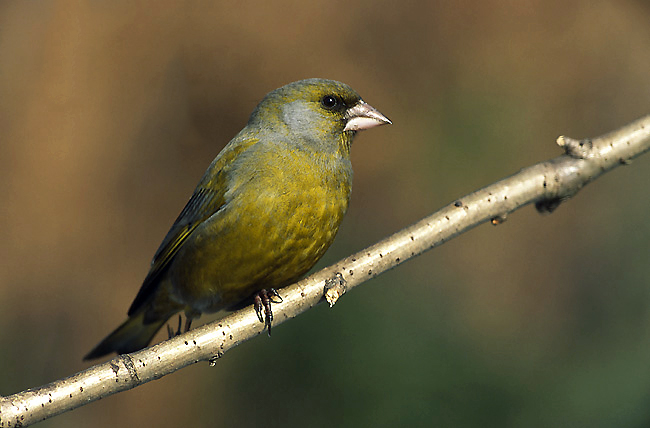
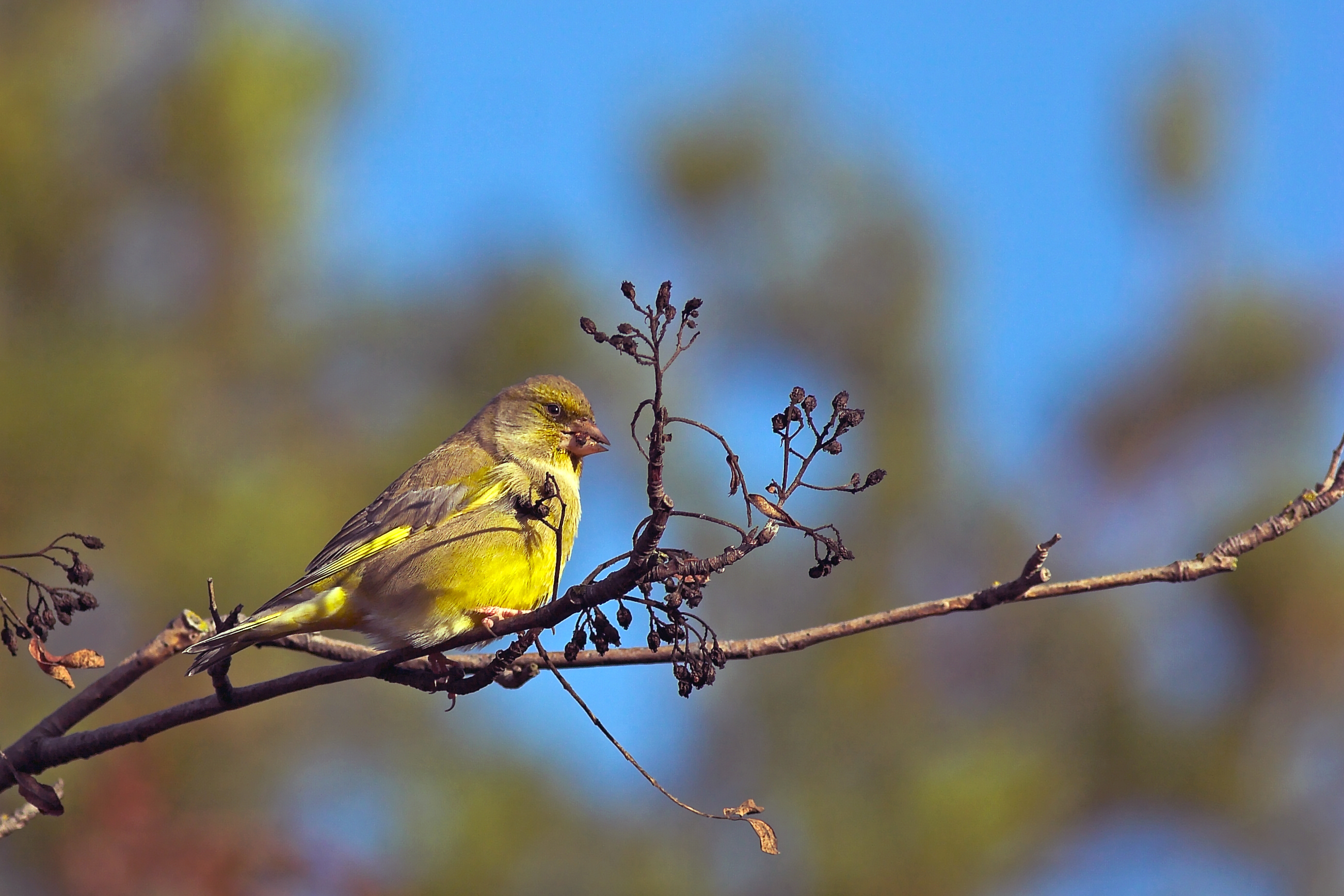
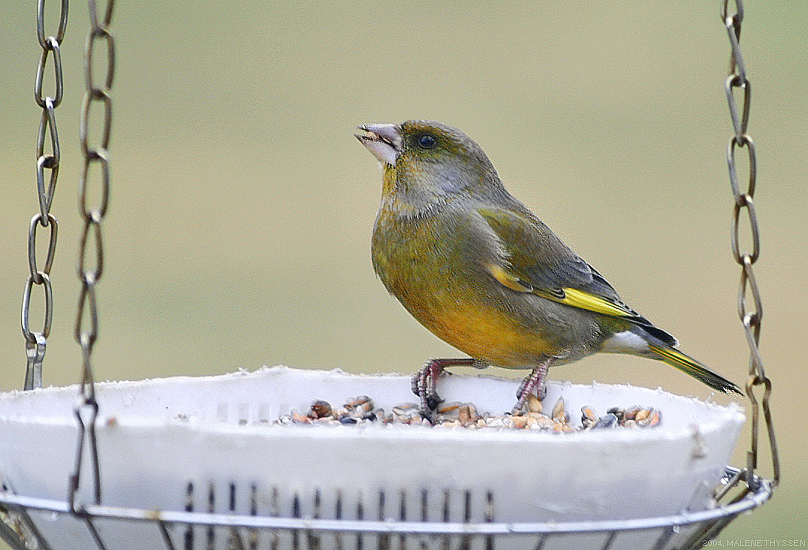
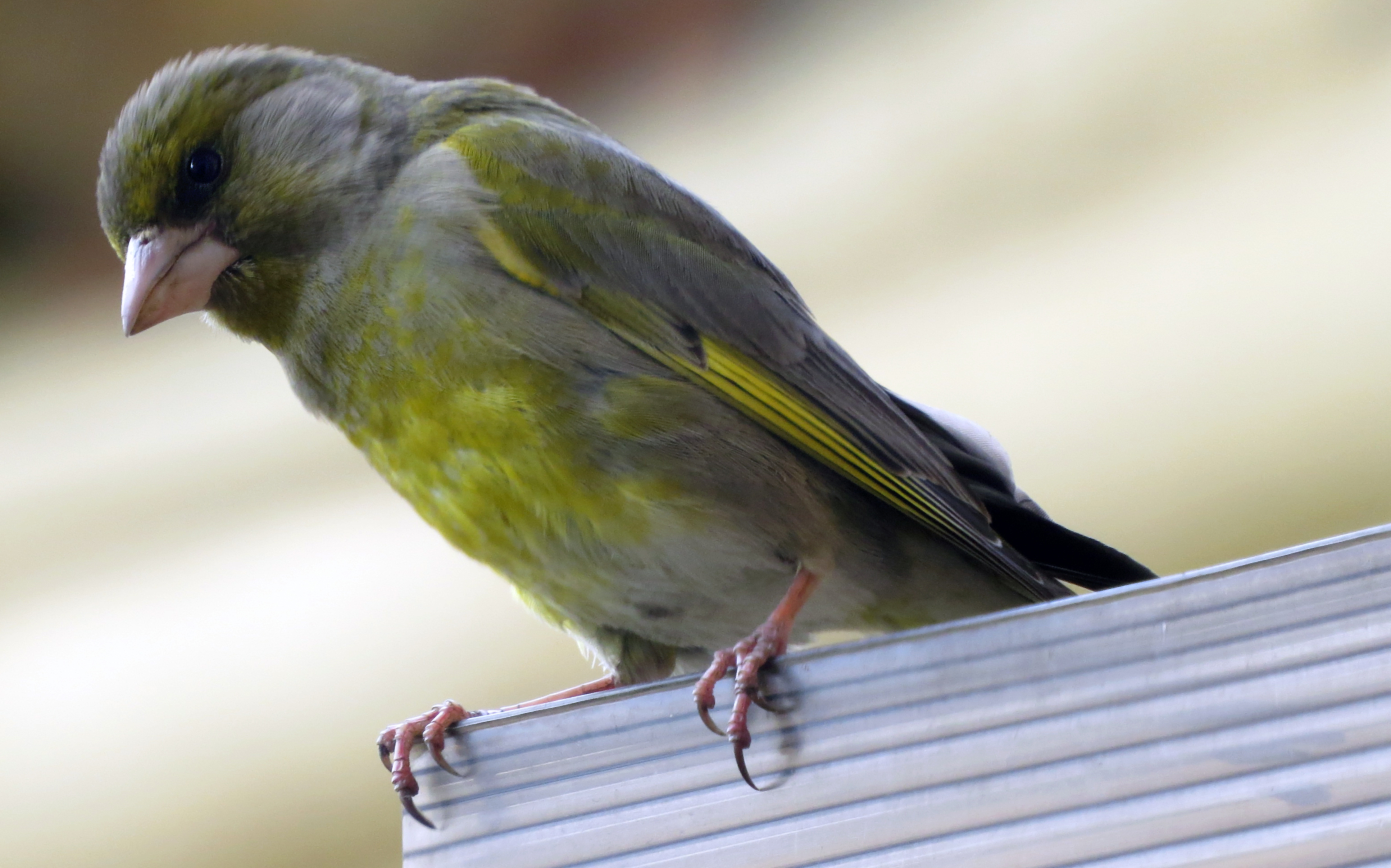
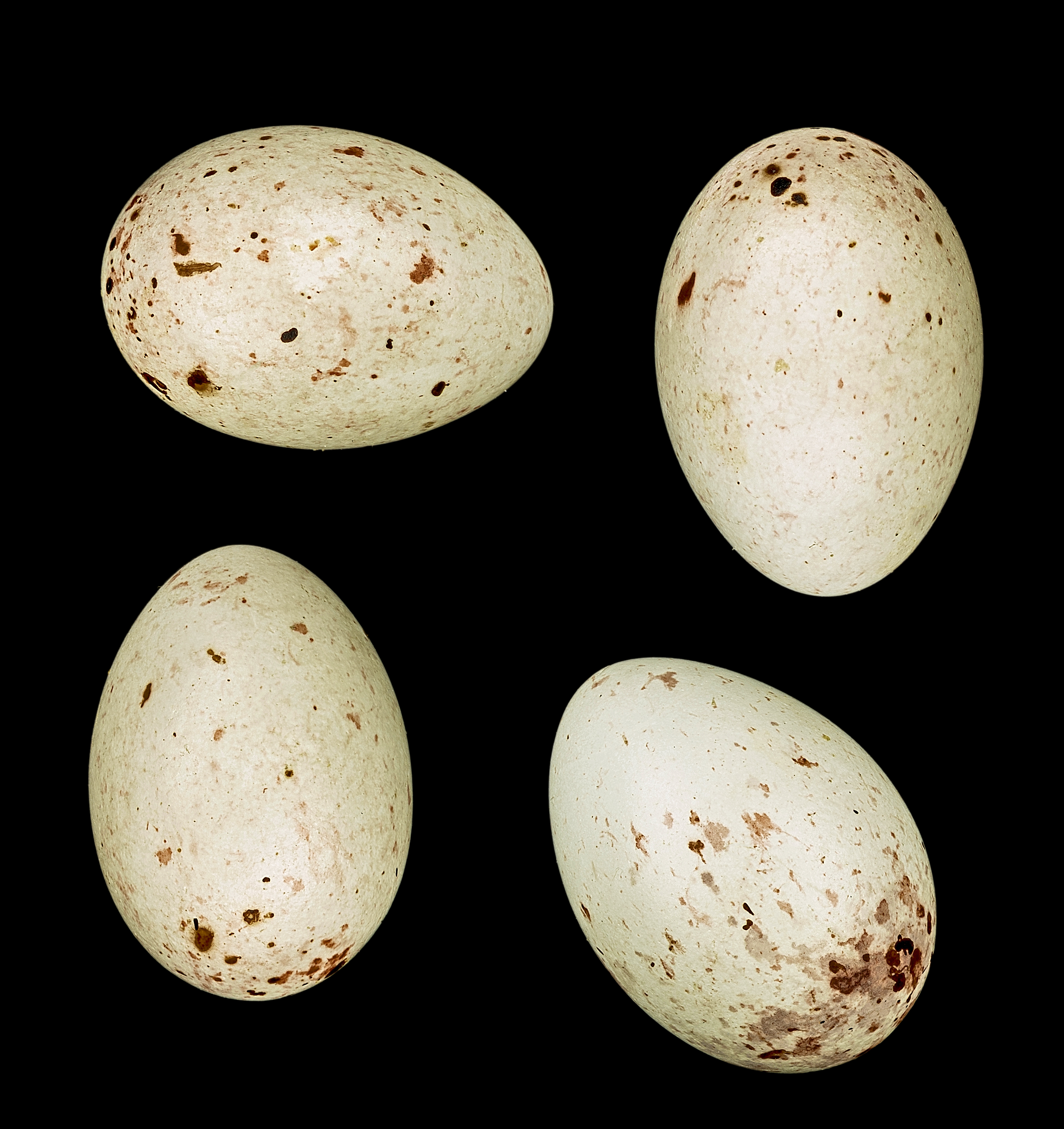
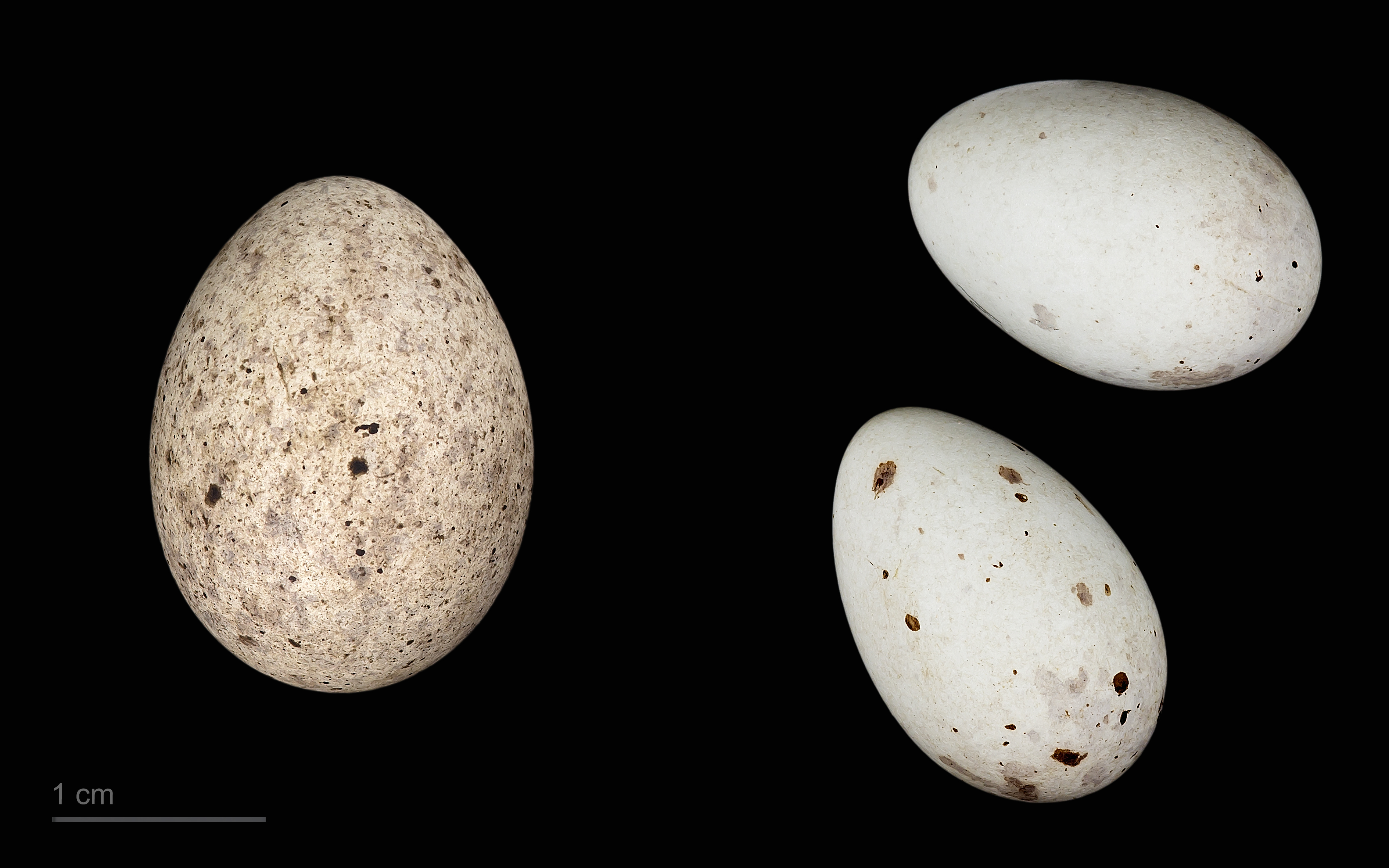
Яйца Cuculus canorus bangsi + Carduelis chloris — Тулузский музей